# Parque de Léon Gaumont
El parque de Léon Gaumont (Square Léon-Gaumont en francés) es un parque del XX Distrito de París. 

## Descripción
Es un parque entre el bulevar Periférico de París al oeste y la Avenida de Léon Gaumont y la comuna de Montreuil al este.
El parque lleva el nombre del inventor Léon Gaumont, antiguo residente del barrio y que está enterrado en el cercano cementerio de Belleville.

## Situación
Se localiza en las coordenadas: 48°51′55″N 2°24′55″E / 48.86528, 2.41528
 -  Línea 9 - Porte de Montreuil